# Pelidnota rouchei
Pelidnota rouchei är en skalbaggsart som beskrevs av Soula 2006. Pelidnota rouchei ingår i släktet Pelidnota och familjen Rutelidae. Inga underarter finns listade i Catalogue of Life.